# Chrysopogon zizanioides
Chrysopogon zizanioides är en gräsart som först beskrevs av Carl von Linné, och fick sitt nu gällande namn av Guy Edouard Roberty. Chrysopogon zizanioides ingår i släktet Chrysopogon och familjen gräs. Inga underarter finns listade i Catalogue of Life.

## Bildgalleri

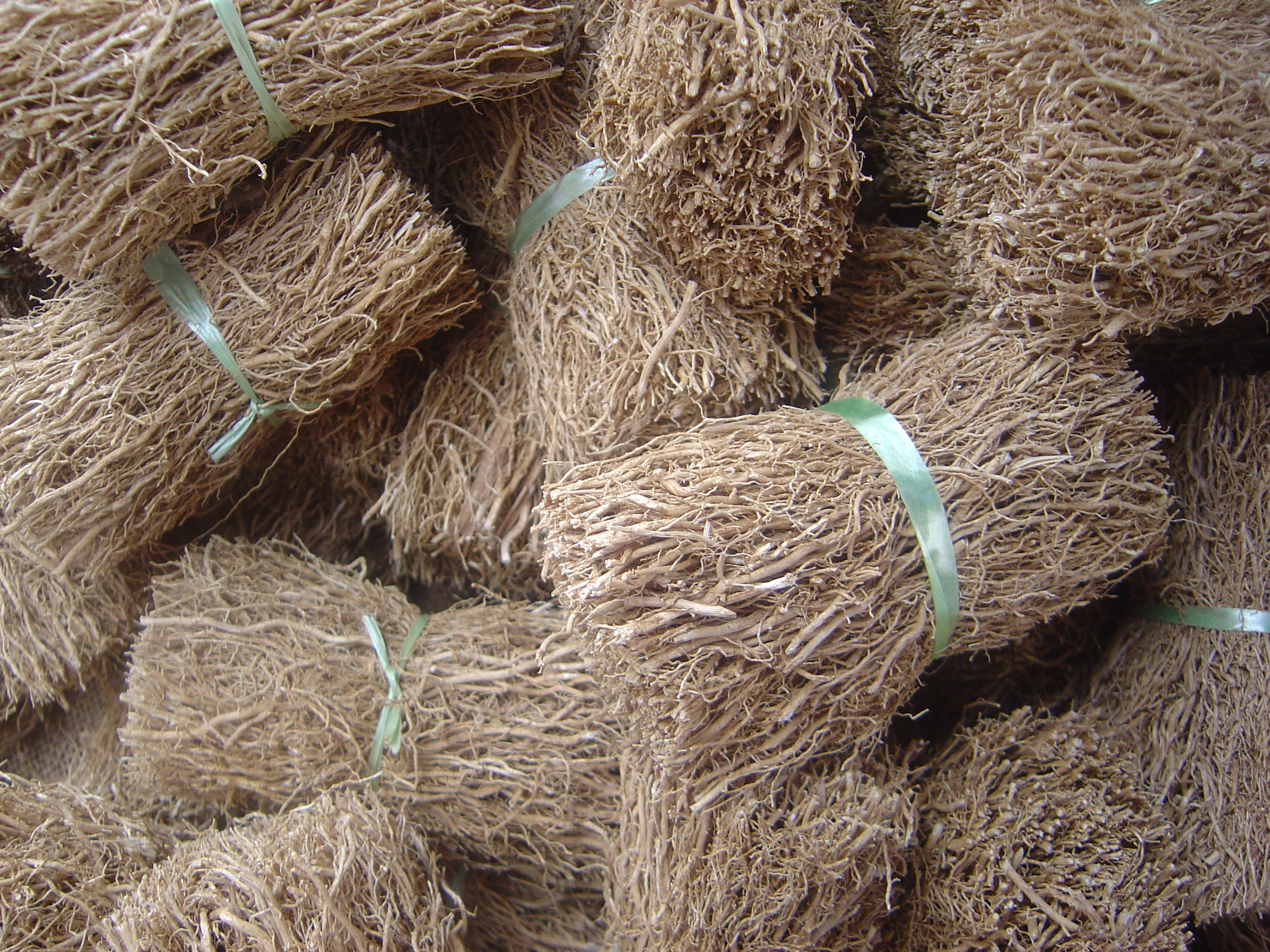
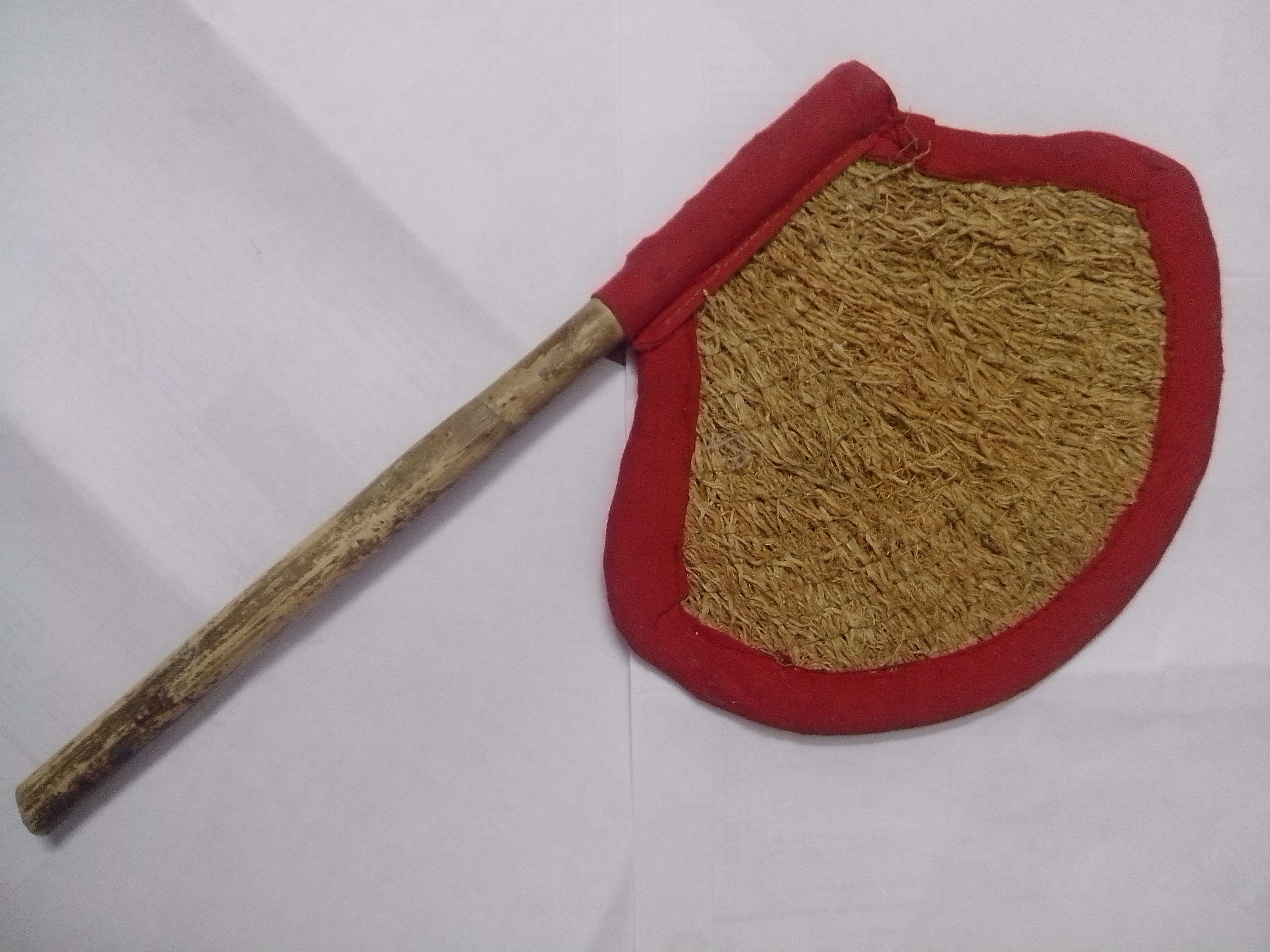
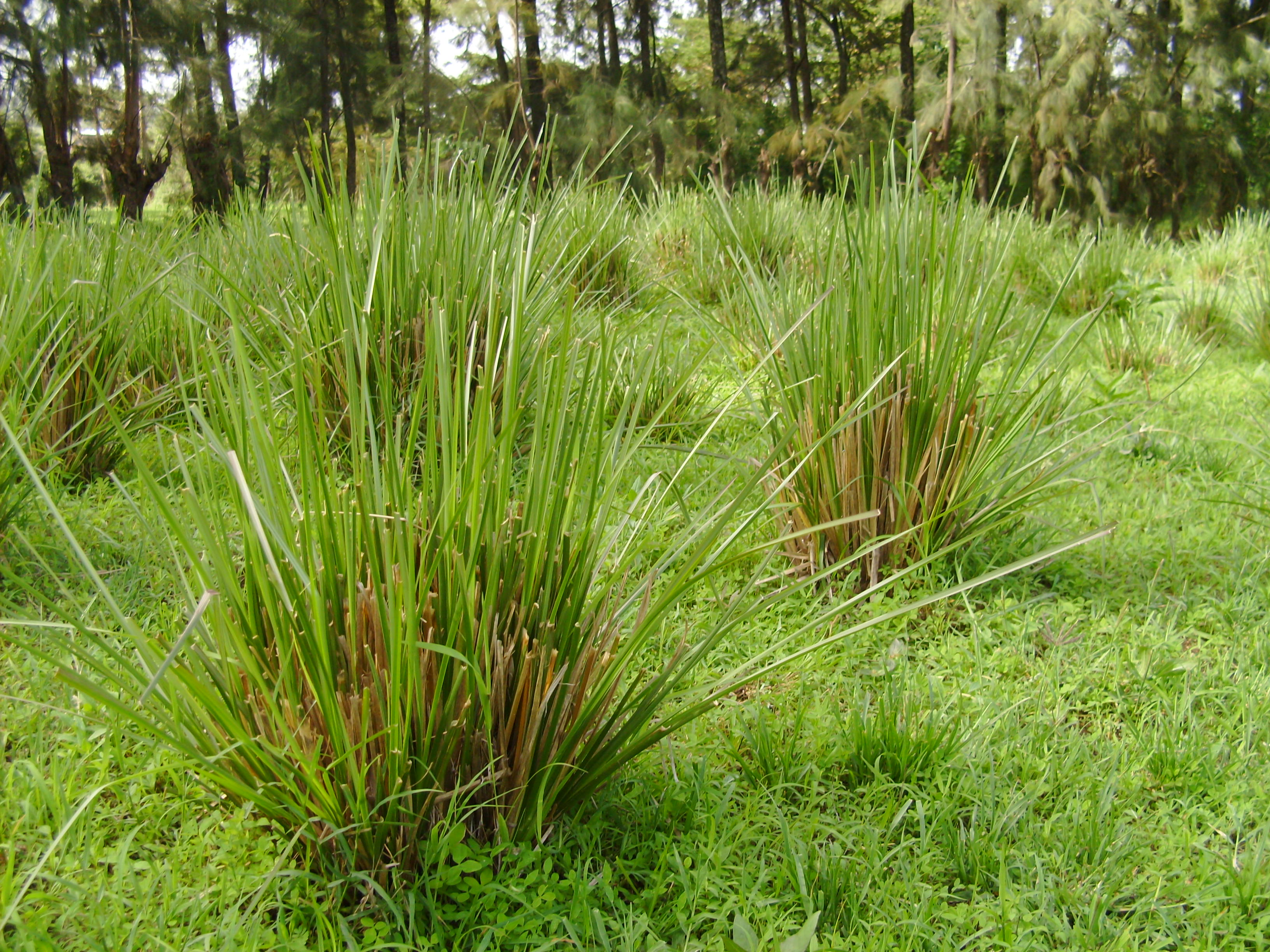
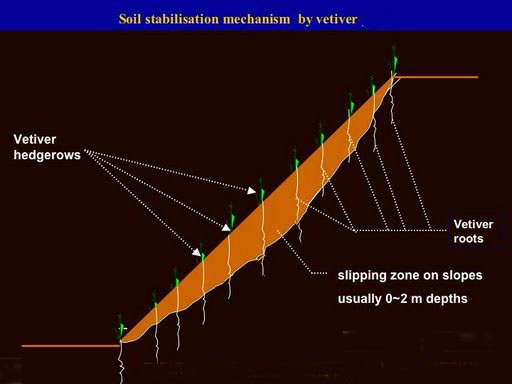
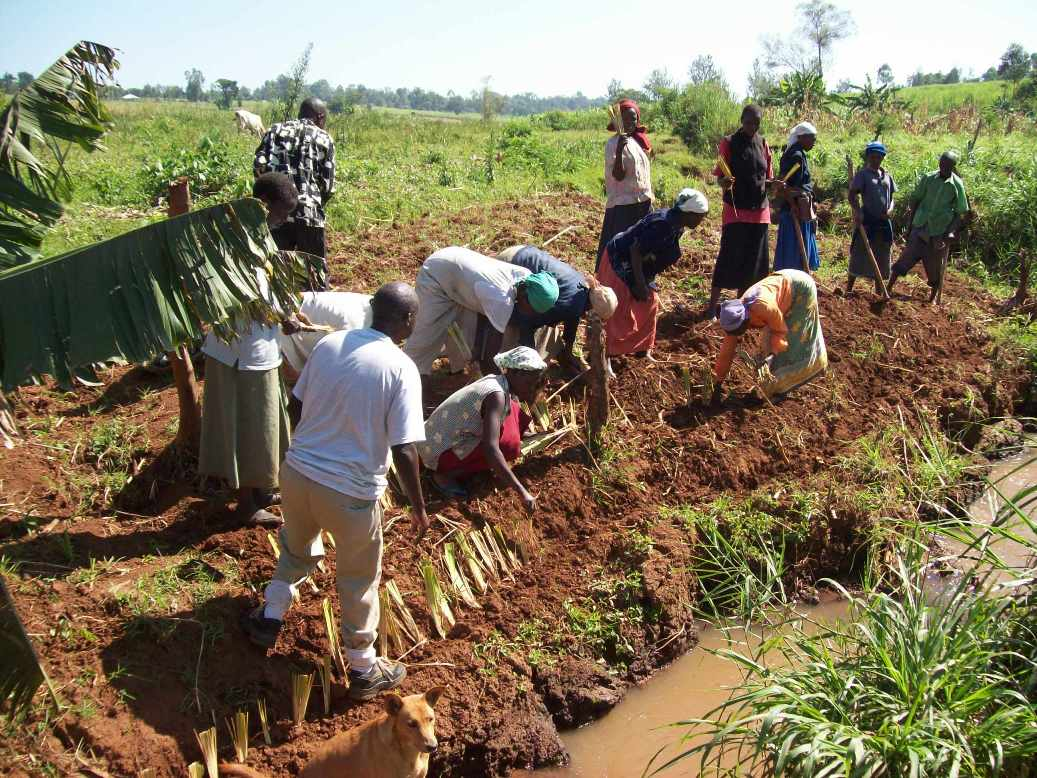